# Al-Samaw'al al-Maghribi
al-Samawʾāl ibn Yaḥyā al-Maghribī (in arabo السموأل بن يحيى المغربي‎?; Fès, 1130 – Maragheh, 1180) è stato un matematico, astronomo e medico ebreo convertito all'islam.

## Biografia
Suo padre era un importante rabbino del Maghreb al-Aqsa e un rispettato matematico e letterato.

Dopo aver trascorso la sua infanzia a Fez, dove il padre gli insegnò i principi della matematica e dell'ebraismo, al-Samawʾāl si trasferì a Baghdad assieme a tutta la famiglia. Qui studiò Medicina con Abu l-Barakāt al-Baghdādī. Nello stesso periodo continuò l'approfondimento delle sue conoscenze in matematica, studiando in particolar modo le opere di Abū Kāmil Shujāʿ ibn Aslam e al-Karaji, verso i quali provava una grande ammirazione.
Nel 1163 si convertì all'Islam dopo che un sogno gli aveva ordinato di convertirsi.

## Matematica
Il principale testo matematico di al-Samawʾal sopravvissuto fino ad oggi è il al-Bāhir fī l-jabr. Gli altri due trattati sopravvissuti sono l' al-tabsīra fī l-ḥisāb e l' al-mujiz al-mudawī fī l-ḥisāb: testi molto semplici, assai probabilmente redatti per fini istruttivi. Nell'opera al-Bāhir fī l-jabr le regole per trattare i coefficienti delle incognite sono espresse chiaramente per la prima volta.

## Astronomia
Il suo principale trattato astronomico sopravvissuto è il Kashf ʿawar al‐munajjimīn wa ghalatihim fī akthar al‐aʿmal wa l‐aḥkām (Esposizione degli errori degli astronomi ed errori nelle operazioni), scritto nel 1165-1166. Esso contiene alcuni contributi molto originali, come il calcolo del seno di 1º sulla base di un cerchio diviso in 480º. Gli ultimi cinque capitoli sono dedicati a confutare l'astrologia.

## Medicina
L'unica opera medica sopravvissuta è il Nuzhar al-aṣḥāb fī muʿahsarat al-aḥbāb, che è essenzialmente un trattato e una collezione di sessuologia e racconti erotici. La prima parte (la più lunga) è una descrizione di malattie sessuali. La seconda parte, strettamente medica, parla dell'indebolimento dello stato di virilità e delle malattie ginecologiche e il loro trattamento.

## Polemica
Ha anche scritto un famoso libro sotto forma di polemica, intitolato Ifḥām al-Yahūd (Confutazione degli ebrei), o in spagnolo Epistola Samuelis Maroccani, e successivamente conosciuto in inglese come The blessed Jew of Morocco.